# トキ この地球（ほし）の未来を見つめて
『トキ　この地球（ほし）の未来を見つめて』（トキ このほしのみらいをみつめて）は、2003年に放映されたテレビアニメ。制作は虫プロダクション。テレビ新潟放送網単独で2003年12月にテレビスペシャルアニメとして2回に分けて放送された。
作品の舞台となる6つの時代（詳細は下記を参照）を、それぞれ異なる技法で描く。

## 放送局と放映日時
放送局
- テレビ新潟放送網

放送日時
- 前編（縄文時代、弥生時代、奈良時代、平安時代、戦国時代） - 2003年12月20日（土曜）13:30～14:25
- 後編（大坂夏の陣、江戸時代、明治・大正・昭和） - 2003年12月27日（土曜）13:30～14:25

## 登場人物（声の出演）
- ナレーション - 吉田日出子

縄文
- 男の子A - 高乃麗
- 男の子B - 増田ゆき
- 女の子A - 長沢美樹
- 女の子B - 川上未遊
- 長老 - 樫井笙人
- 若者 - 千葉進歩

弥生
- 花、子供4 - 増田ゆき
- トキ - 下山吉光
- ウサギ - 高乃麗
- 子供1 - 佐々木瑶子
- 子供2 - 皆川純子
- 子供3 - 長沢美樹

奈良
- 磐丸 - 関智一
- 船瀬 - 松島みのり
- 船瀬の父親 - 緒方賢一
- 寄狗麿 - 遠近孝一
- 初穂女 - 高乃麗
- 女官1 - 佐々木瑶子
- 女官2 - 増田ゆき
- 御付き1 - 江川大輔
- 御付き2 - 千葉進歩
- 女官A - 皆川純子
- 女官B - 長沢美樹
- 男1 - 浜田賢二
- 男2 - 樫井笙人

平安
- 小鹿 - 長沢美樹
- 若王 - 千葉進歩
- 老細工師 - 樫井笙人
- 朝廷使者 - 浜田賢二

戦国
- 玄斎 - 緒方賢一
- りく、シル - 増田ゆき
- 弥助 - 高乃麗
- 猟師 - 下山吉光
- ハツ - 松島みのり
- 又吉 - 長沢美樹
- - 増田ゆき
- 三太 - 皆川純子
- 与吉 - 佐々木瑶子
- トメ - 川上未遊
- 武士1 - 遠近孝一
- 武士2 - 江川大輔

大阪夏の陣
- 金太 - 高乃麗
- 志保 - 佐々木瑶子
- 八郎太 - HILUMA
- 権次 - 皆川純子
- 子分A - 下山吉光
- 子分B - 江川大輔
- 足軽頭 - 浜田賢二
- 足軽 - 千葉進歩
- 足軽 - 遠近孝一

江戸
- 長女 - 増田ゆき
- 次女 - 長沢美樹
- 三女 - 川上未遊
- 与力 - 遠近孝一
- 藤助 - 浜田賢二
- 屋台のおやじ - 緒方賢一
- 岡引き - 樫井笙人
- 魚屋 - 下山吉光
- かごやA - 千葉進歩
- 屋台の客 - 江川大輔
- 女 - 佐々木瑶子
- 猫 - 高乃麗

明治・大正・昭和
- 朝太郎（少年） - 皆川純子
- 琴 - 長沢美樹
- 雪絵 - 佐々木瑶子
- 小雪 - 松島みのり
- 朝之助 - 遠近孝一
- 猟師A - 樫井笙人
- 猟師B - 江川大輔
- 朝太郎（青年） - 関智一
- 猟師C - 浜田賢二
- 猟師D - 千葉進歩

## スタッフ
- 監督 - 杉井ギサブロー
- 脚本 - 長坂秀佳
- 構成 - 相馬和彦、新宅純一、砂山蔵澄
- ナレーションダイアローグ - 関口準
- 演出 - 前田康成、辻伸一、江口摩吏介、有原誠治
- 美術 - 阿部行夫
- 編集 - 古川雅士
- 色彩設定 - 大武恭子
- CG・撮影監督 - 前田康成
- トキ　モデリング - 下村浩一
- 音楽 - 東野克、池田浩雄、森朗
- 音楽制作 - ストーン・ヘブン
- 音響監督 - 明田川進
- 音響制作 - マジックカプセル
- プロデューサー - 稲田裕之（テレビ新潟）、堀直規（プロメディア新潟）、伊藤叡（虫プロ）
- アニメーションプロデューサー - 藤田正明、藤田健
- 企画・制作 - テレビ新潟
- 企画・制作協力 - 東京電力
- 制作著作 - プロメディア新潟、虫プロダクション
- アニメーション制作協力 - グループ・タック

- 監修 - 財団法人鳥類保護連盟
- 協力 - 佐渡トキ保護センター
- 取材協力 - 佐藤春雄（佐渡トキ保護会顧問）

## 主題歌
オープニングテーマ
「トキ色の未来へ」
- 作詞 - 有森聡美
- 作曲 - LEGOLGEL
- 編曲 - 森朗
- 歌 - LEGOLGEL

エンディングテーマ
「僕らのカタチ」
- 作詞 - HILUMA
- 作曲 - LEGOLGEL
- 編曲 - 東野克
- 歌 - LEGOLGEL